# إديث جونسون
إديث جونسون (بالإنجليزية: Edith Johnson)‏ (10 أغسطس 1894 - 6 سبتمبر 1969) ممثلة أمريكية في عصر السينما الصامتة ظهرت في 66 فيلما بين عامي 1913 و 1924. ولدت في روتشستر، نيويورك، وتوفيت في لوس أنجلوس، كاليفورنيا.

## روابط خارجية
- إديث جونسون على موقع IMDb (الإنجليزية)
- إديث جونسون على موقع قاعدة بيانات الفيلم (الإنجليزية)
- إديث جونسون على موقع فايند أغريف